# 武大靖

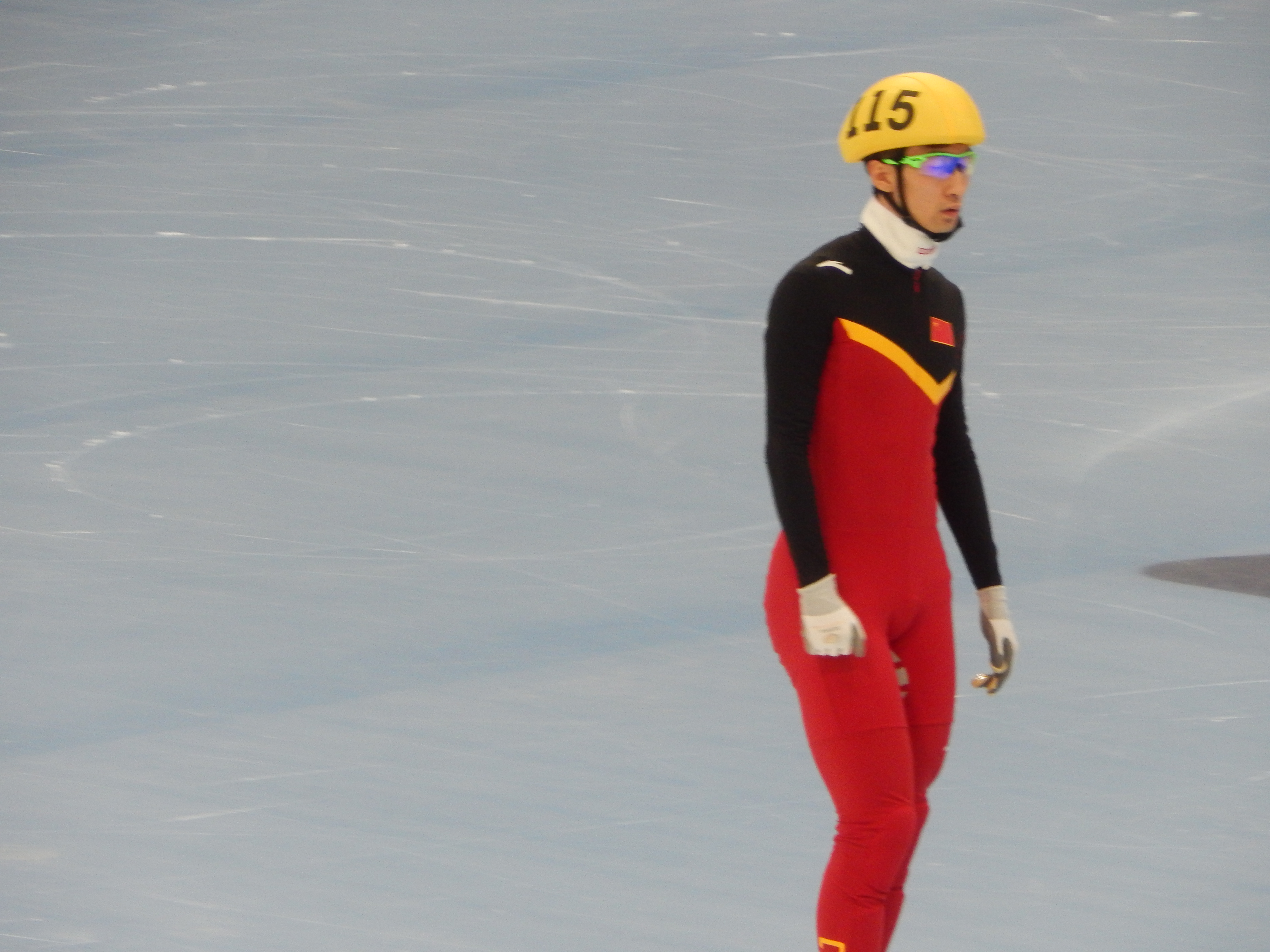
2015年

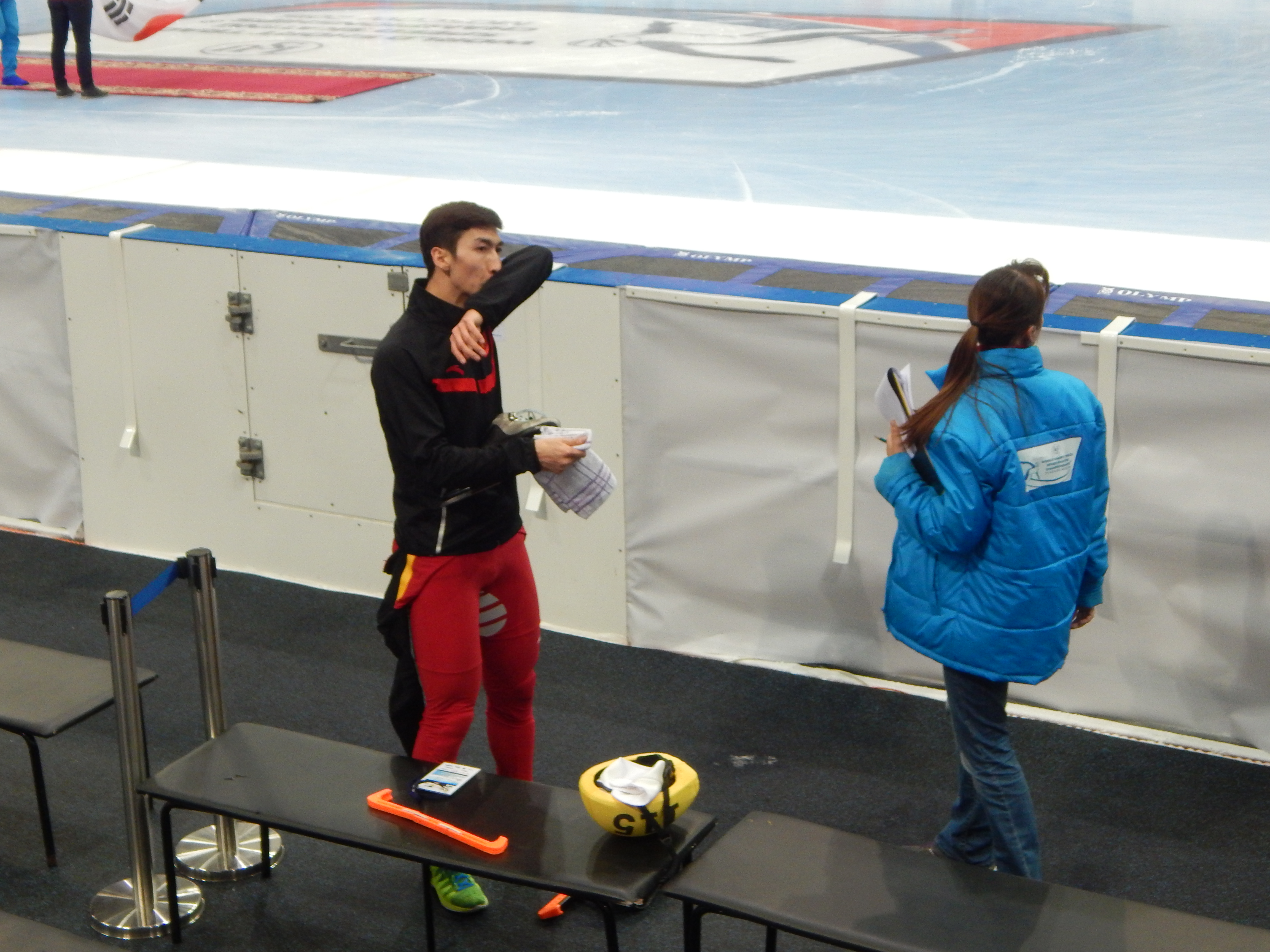
2015年

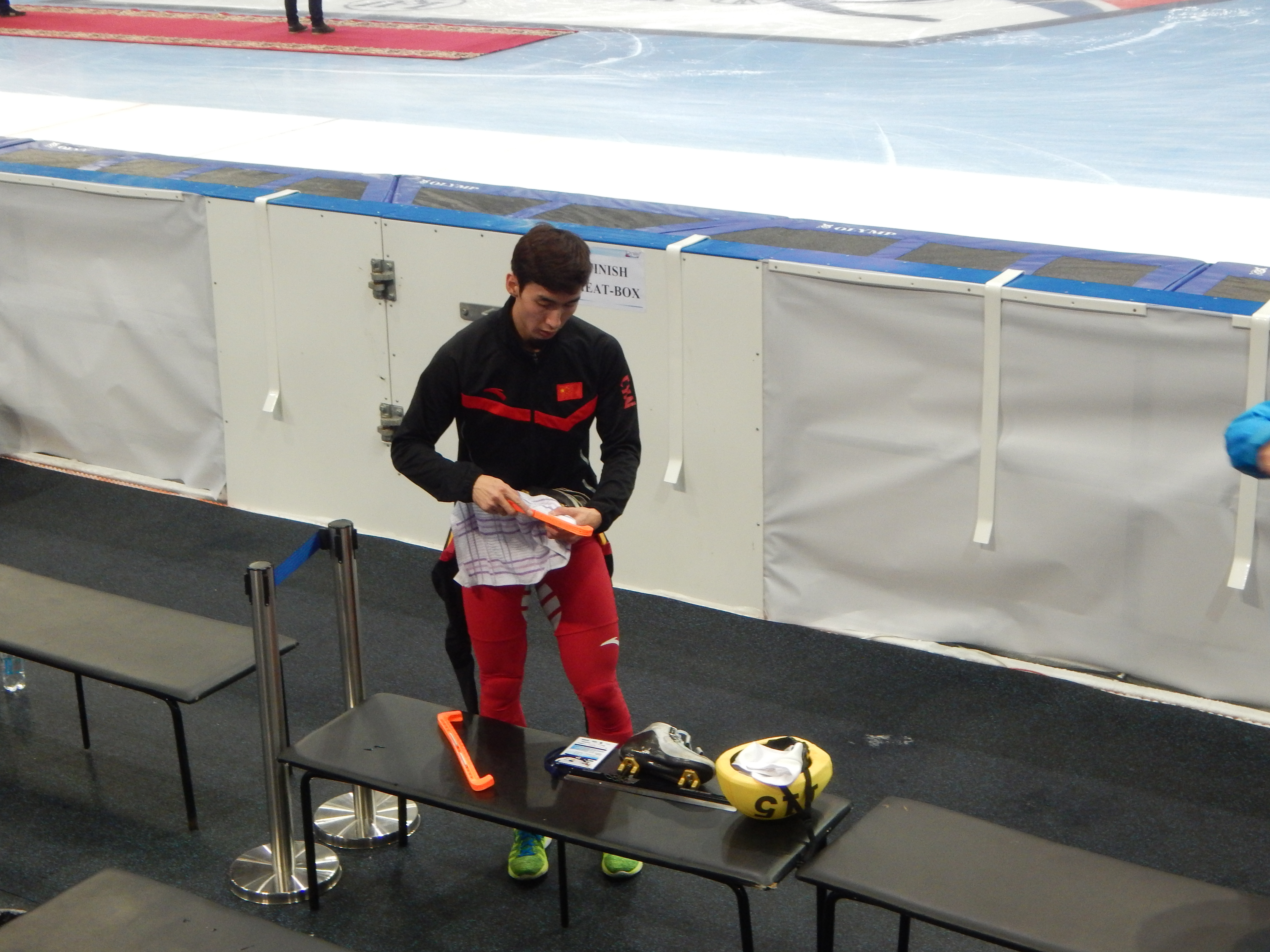
2015年

武大靖（1994年7月24日—）黑龙江省佳木斯市人，中国男子短道速滑队运动员。短道速滑男子500米世界纪录保持者，奥运会纪录保持者。中共二十大代表。现为吉林省体育局冰上运动管理中心运动员，2024年起兼任教练员。

## 职业生涯
武大靖10歲在電視上看到李佳軍和楊揚的比賽，从而喜歡上短道速滑，並加入了佳木斯市的業餘滑冰隊。13歲，他入選江蘇隊，後轉到吉林隊。2010年11月，武大靖晉身國家隊。翌年，他首次參加國際比賽。2012年至2013年的賽季，他取得一金一銀一銅，從而晉身年度總績分榜的第2位。2014年，他取得參與冬季奧運會的資格，在男子1000米初賽出線，又晉身男子5000米接力的決賽。
2014年索契冬奥会，武大靖於短道速滑男子1000米项目中以1分25秒772的成绩获得第四名，在男子500米取得銀牌，之后在男子5000米接力中获得铜牌。3月16日，武大靖於世界短道速滑錦標賽男子500米取得冠軍。2015年3月又以41秒032的成绩卫冕了该项目的世锦赛冠军。
2018年平昌冬奥会，武大靖在男子500米预赛第一小组出场，并以40.264秒的成绩刷新奥运会纪录，在1/4决赛中又以39秒800打破2012年由杰·亚·塞斯基創下的世界记录，成为历史上第二个滑进40秒的运动员，决赛中，第一枪由于武大靖有提前移动的动作，因此重新出发，第二枪武大靖从发令枪开始就一直处于领先位置，最终以39.584秒的成绩再次刷新世界纪录。赛后采访，武大靖表示：“在决赛场上我想做好自己，拼尽全力，因为不想给对手和裁判留下机会。”这枚金牌也是中国代表队在本次冬奥会中获得的唯一金牌。同日稍後再获短道滑冰男子5000米接力银牌。
2018-2019短道速滑世界杯盐湖城站，武大靖在当地时间11月11日男子500米决赛中，以39.505的成绩获得冠军，刷新由他本人在年初平昌冬奥会中所创下的39.584的世界纪录，完成一年内三破世界纪录的壮举。
2019年9月，武大靖被授予“全国敬业奉献模范”荣誉称号。
2022年4月8日，武大靖在北京冬奥会、冬残奥会总结表彰大会被被国务院评为北京冬奥会、冬残奥会突出贡献个人。在大会上给武大靖颁奖的是中共中央总书记习近平。
2024年5月25日，吉林大学网站公示，武大靖拟聘为吉林大学体育学院教授。

## 学术成果
武大靖是北京体育大学2016级研究生冠军班学生。
- 史继祖，武大靖，赵丽. . 北京体育大学学报. 2021, (44(12)): 94-102  [2022-02-17]. doi:10.19582/j.cnki.11-3785/g8.2021.12.008. （原始内容存档于2022-02-17）.

## 影視作品
- 2020 《我在北京等你》 (客串)
- 2020 《冰糖炖雪梨》 (客串)
- 2023 《志愿军：雄兵出击》 (客串，饰演杨根思)
- 2025 《噓，國王在冬眠》(客串)